# 考切尔·比尔卡尔
考切尔·比尔卡尔（Koçer Bîrkar，1978年—），生於伊朗，英籍库尔德裔数学家，清华大学和剑桥大学教授。比尔卡尔于2004年获诺丁汉大学博士学位。他在双有理几何领域做出了重要贡献，尤其对最小模型、奇点和线性系统都提出了自己的看法。2018年获得菲尔兹奖。
令人意外的是，比尔卡尔在获得菲尔兹奖的当天就丢失了奖章，颁奖方又为他补发了一枚奖章。

## 生平

### 早年
1978年，伊朗裔库尔德人比尔卡尔出生于库尔德斯坦省马里丸县的一个自给自足的农场里，并在此地经历了两伊战争的时代。他在德黑兰大学获得数学本科学位，又在2000年的大学生国际数学竞赛中获得三等奖。不久后，仍在读书的他以难民身份前往英国寻求政治避难。2001–2004年，比尔卡尔在诺丁汉大学修读博士研究生学位。2003年，他以最具潜力博士生的条件获得由倫敦數學學會颁发的谢希尔金游学学者奖。
移民到英国后，他也正式改名为考切尔·比尔卡尔（Caucher Birkar），其库尔德语意为“移民数学仔”。

### 加盟清華
2021年，考切尔·比尔卡尔來到清华大學做长聘教授，負責教導清華领军班、英才班的本科学生。